# تشارلز ريكيتس
تشارلز ريكيتس هو رسام توضيحي وفنان ورسام سويسري، ولد في 2 أكتوبر 1866 في جنيف في سويسرا، وتوفي في 7 أكتوبر 1931 في لندن في المملكة المتحدة.

## وصلات خارجية
- تشارلز ريكيتس على موقع قاعدة بيانات برودواي على الإنترنت (الإنجليزية)
- تشارلز ريكيتس على موقع ديسكوغز (الإنجليزية)